# Motins antissérvios em Sarajevo

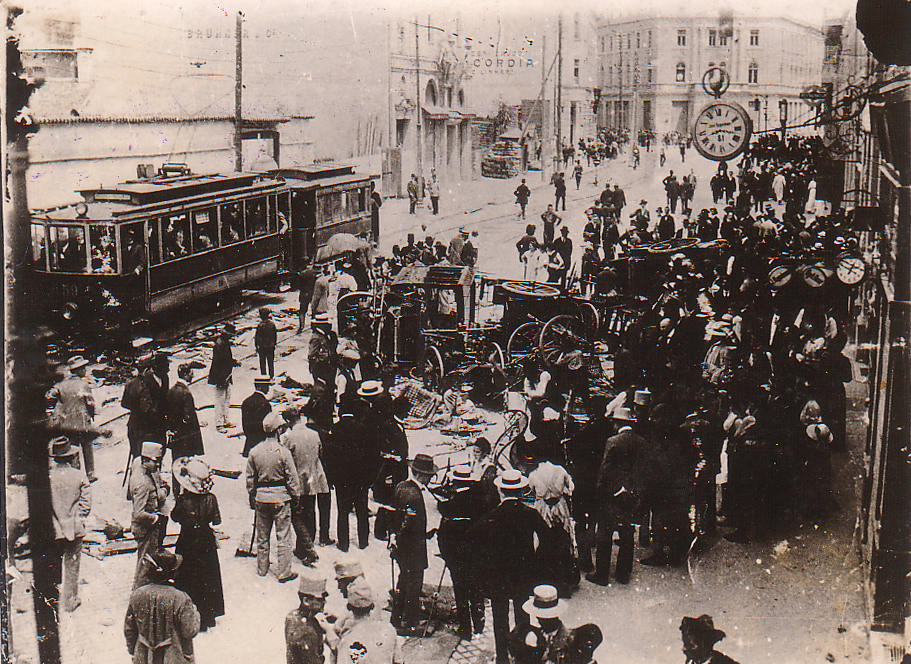
Uma multidão se reune em torno de pilhas de propriedades sérvias destruídas em Sarajevo, 29 de junho de 1914.

Motins antissérvios em Sarajevo consistiram em violência em grande escala contra sérvios em Sarajevo, em 28 e 29 de junho de 1914, após o assassinato do arquiduque Franz Ferdinand da Áustria. Encorajados pelo governo da Áustria-Hungria, as manifestações violentas assumiram as características de um pogrom, levando a divisões étnicas sem precedentes na história da cidade. Dois sérvios foram mortos no primeiro dia das manifestações e muitos foram atacados, enquanto várias casas, lojas e instituições pertencentes a sérvios foram arrasadas ou saqueadas.

## Contexto
Após o assassinato do arquiduque Franz Ferdinand da Áustria pelo estudante sérvio bósnio Gavrilo Princip, o sentimento anti-sérvio correu em toda a Áustria-Hungria, resultando em violência contra este grupo étnico.. Na noite do assassinato, ocorreram tumultos anti-sérvios em todo o país e manifestações organizadas em outras partes do Império Austro-Húngaro, particularmente no território da Bósnia e Herzegovina e da Croácia. Como os co-conspiradores de Princip eram principalmente sérvios étnicos, o governo austro-húngaro logo ficou convencido de que o Reino da Sérvia estava por trás do assassinato. Os pogroms contra os sérvios foram organizados imediatamente após o assassinato e duraram dias. Eles foram organizados e estimulados por Oskar Potiorek, o governador austro-húngaro da Bósnia e Herzegovina. As primeiras manifestações anti-sérvias, lideradas pelos seguidores de Josip Frank, foram organizadas no início da noite de 28 de junho em Zagrebe. No dia seguinte, as manifestações anti-sérvias na cidade tornaram-se mais violentas e podem ser caracterizadas como pogrom. A polícia e as autoridades locais da cidade não fizeram nada para evitar a violência.

## Os tumultos

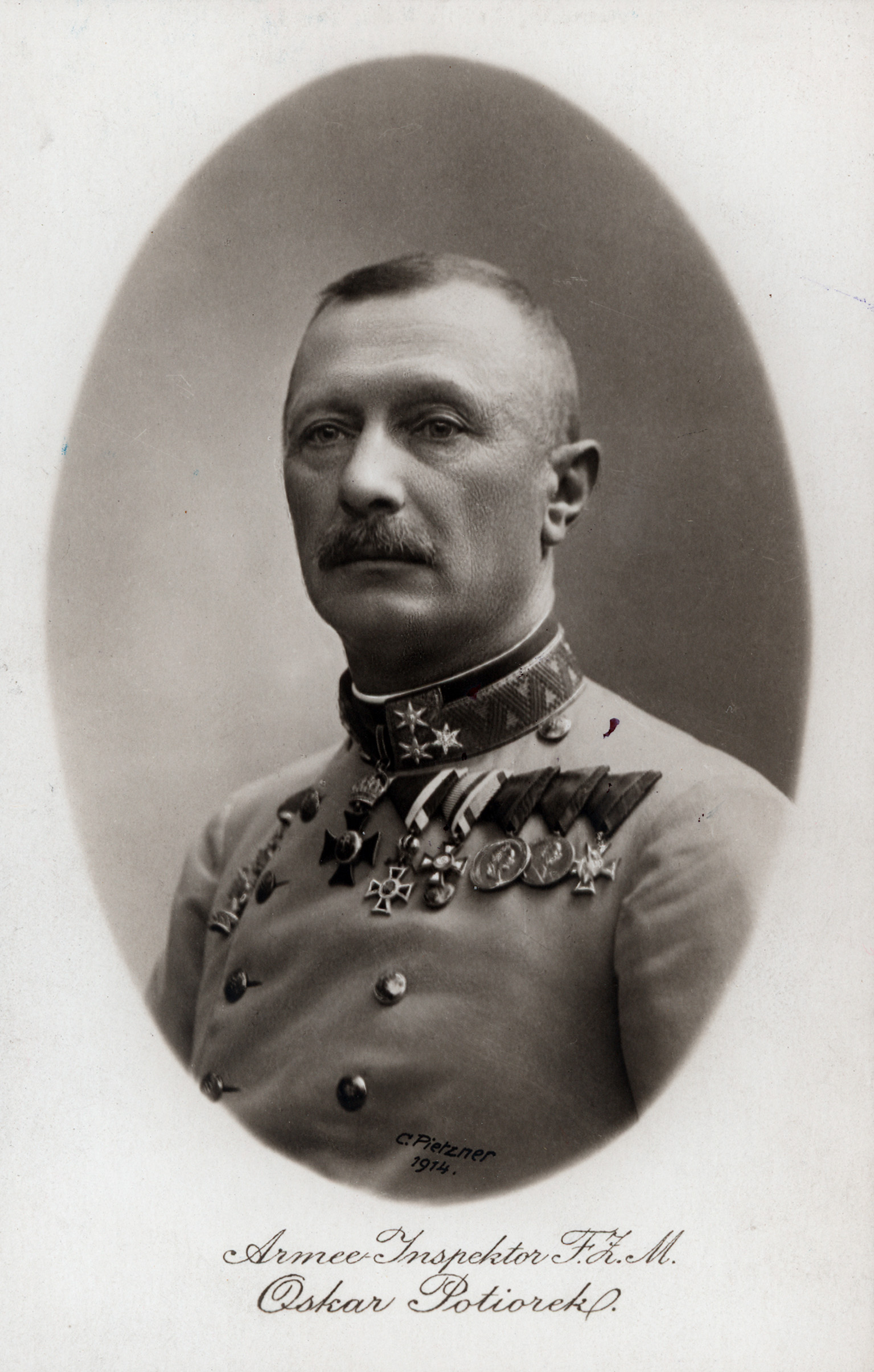
Oskar Potiorek, o governador austro-húngaro da Bósnia e Herzegovina, organizou e estimulou os motins contra os sérvios.

### 28 de junho de 1914
As manifestações anti-sérvias em Sarajevo começaram em 28 de junho de 1914, um pouco mais tarde do que as de Zagrebe. Ivan Šarić, assistente do bispo católico romano da Bósnia, Josip Štadler, arranjou hinos de versos anti-sérvios em que descreviam os sérvios como "víboras" e "lobos vorazes". Uma multidão de croatas e bosníacos se reuniram pela primeira vez no palácio de Štadler, a Catedral do Sagrado Coração. Então, por volta das 10 horas da noite, um grupo de 200 pessoas atacaram e destruíram o Hotel Evropa, o maior hotel de Sarajevo, que era propriedade do comerciante sérvio Gligorije Jeftanović. As multidões dirigiram sua raiva principalmente nas lojas sérvias, residências de sérvios proeminentes, lugares de culto ortodoxo sérvio, escolas, bancos, a sociedade civil sérvia Prosvjeta e os escritórios do jornal Srpska riječ. Muitos membros da classe alta austro-húngara participaram da violência, incluindo muitos oficiais militares. Dois sérvios foram mortos naquele dia.
Mais tarde naquela noite, após a breve intervenção de dez soldados armados em cavalos, a ordem foi restaurada na cidade. Naquela noite, um acordo foi alcançado entre o governo provincial da Bósnia e Herzegovina liderado por Oskar Potiorek, a polícia da cidade e Štadler com seu assistente Ivan Šarić para erradicar os "elementos subversivos desta terra". O governo da cidade emitiu uma proclamação e convidou a população de Sarajevo para cumprir seu sagrado dever e limpar sua cidade da vergonha através da erradicação dos elementos subversivos. Esta proclamação foi impressa em cartazes que foram distribuídos e exibidos na cidade durante aquela noite e a manhã seguinte. De acordo com a declaração de Josip Vancaš, que foi um dos signatários desta proclamação, o autor de seu texto foi o comissário do governo de Sarajevo, que a compôs com base no acordo com altos representantes do governo e barão Collas.

### 29 de junho de 1914

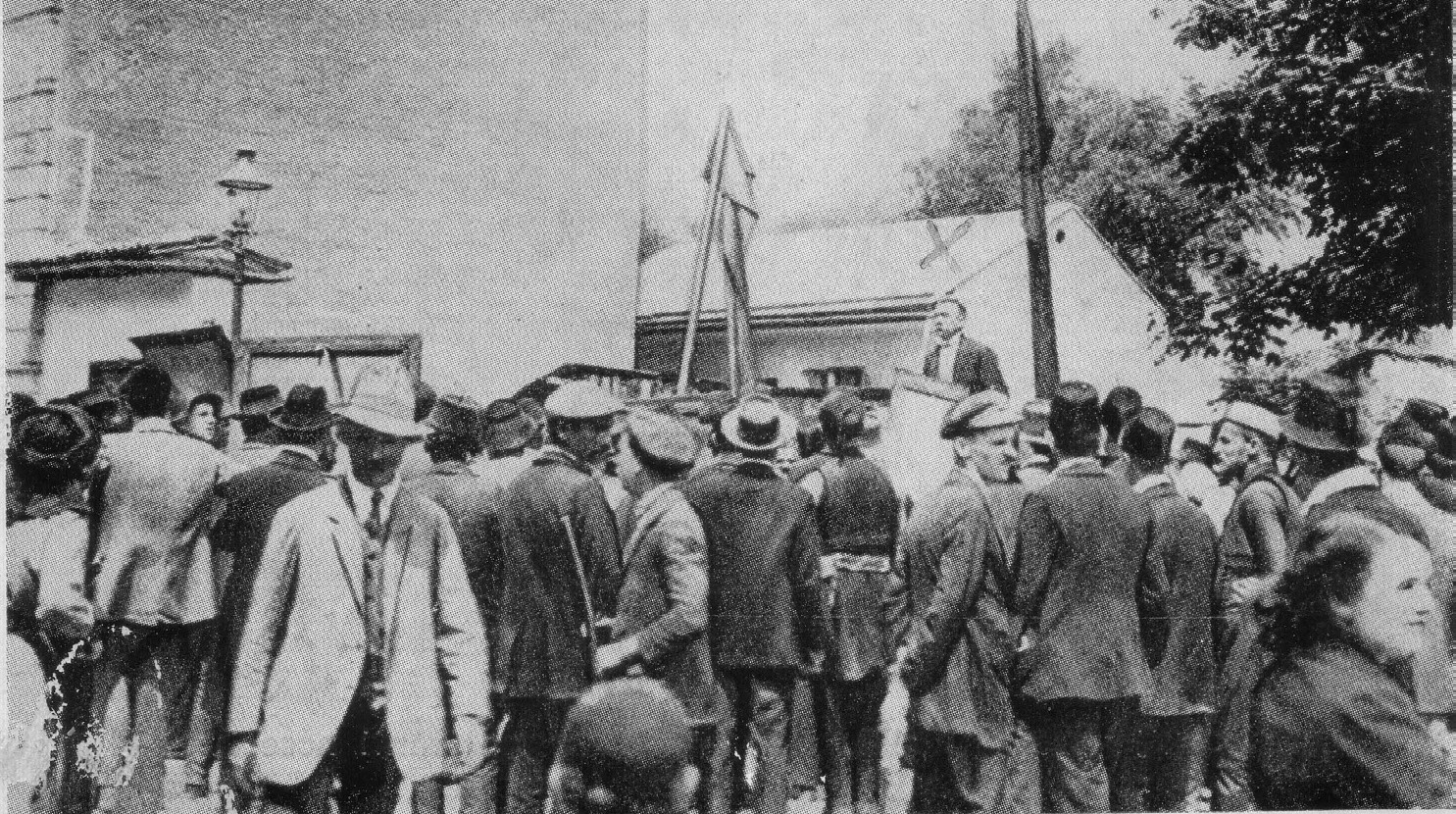
Josip Vancaš dirige-se a uma multidão em Sarajevo.

Em 29 de junho de 1914, manifestações mais agressivas começaram em torno das 8 horas da manhã e rapidamente assumiram as características de um pogrom. Grandes grupos de bosníacos e croatas reuniram-se nas ruas de Sarajevo gritando e cantando enquanto carregavam bandeiras e imagens cobertas de preto do imperador austríaco e do arquiduque. Líderes políticos locais levaram discursos a essas multidões. Josip Vancaš estava entre aqueles que deram um discurso antes da violência entrar em erupção. Embora o seu papel exato nos acontecimentos seja desconhecido, alguns dos líderes políticos certamente desempenharam um papel importante em reunir as multidões e dirigi-las contra lojas e casas de sérvios. Os líderes políticos desapareceram depois de seus discursos e muitos grupos menores de croatas e bosníacos de rápido movimento começaram a atacar todas as propriedades pertencentes aos sérvios de Sarajevo que poderiam alcançar. Eles atacaram primeiro uma escola sérvia e depois lojas e outras instituições e casas particulares de propriedade dos sérvios. Um banco detido por um serb foi demitido, enquanto os bens retirados de lojas e casas de serbés se espalhavam nas calçadas e ruas.
Naquela noite, o governador Potiorek declarou o estado de emergência em Sarajevo e, mais tarde, no resto da província. Embora essas medidas autorizassem a aplicação da lei para lidar com atividades irregulares, elas não foram completamente bem sucedidas porque as multidões continuaram a atacar os sérvios e seus bens. Relatos oficiais declararam que a Catedral Ortodoxa Sérvia e o assento metropolitano sérvio na cidade foram poupados devido à intervenção das forças de segurança austro-húngaras. Depois que os cadáveres de Franz Ferdinand e sua esposa foram transportados para a estação ferroviária de Sarajevo, a ordem na cidade foi restaurada. Além disso, o governo austro-húngaro emitiu um decreto que estabeleceu um tribunal especial para Sarajevo autorizado a impor a pena de morte por atos de assassinato e violência cometidos durante os tumultos.